# 北海道天売高等学校
北海道天売高等学校（ほっかいどうてうりこうとうがっこう）は、北海道苫前郡羽幌町にある公立（町立）の高等学校である。定時制普通科。

## 概要
- 天売高校は1954年創立翌年第1回生徒募集を始めた夜間定時制の高校である。
- 当初は1学年1クラス定員40名の4年制のみで、１～４年生が初めて揃った1958年4月に留年者1名を加えた在校生161名となった。
- 当時は隣の焼尻高校も定員一杯の160名の在校生があったが、現在は焼尻高校も統合して9名。
- 2016年より本州を含む島外からの志願者受け入れを行っている。
- 修業年数は本来4年であるが、早期の進学や就職を実現するために、3年で卒業することができる「3年修業制度（三修制）」を導入している。
- 入学時に「4修コース」「3修一般コース」を選択できる。
- 4修コースは通常の定時制高校と同じく1日4時間授業で週20時間、4年間での卒業。
- 3修一般コースは4時間授業＋1時間の5時間授業で週25時間、3年間での卒業。
- なお、3修制が導入されてから令和3年入学生までは全ての生徒が「3修一般コース」を選択している。
- 3修一般コースでは、通常定時制の4時間授業＋1時間に加え、ボランティア活動、取得資格の単位認定などを用いて不足時数を増単することで、卒業までに必要な74単位を取得できるため、3年での卒業が可能となっている。

### 行事・実習
- いろいろな行事で地域との関わりが密接であり、特に運動会や学校祭は、島民全体の行事として、生徒・職員・地域住民が一体となって行われている。
- 運動会は、高校だけではなく、島にある幼稚園（ちびっこランド）、小中学校、そして島在住の社会人の参加で成り立っている。
- 学校祭も、地域からの参加があり、1日目の屋台では高校生の他に、同窓生・PTA・一部科目履修生などの助力があり運営している。2日目のステージ発表では高校生の出し物（ステージ劇・映像劇・総合的な学習の時間の発表・よさこい演舞など）の他に島民の参加があり、2012年度の学校祭では中高生のバンド演奏・島民バンド演奏・ちびっこの踊りなどが行われた。また、年度によっては島民のブラスバンドが演奏する年もある。以前は、島民のよさこい演舞や舞踊（天売はまなす会）なども行われていた。学校祭にはスタッフ、観客などすべて含めて100名近い参加があり、人口370人という天売島でのひとつのイベントとして認知されている。
- 普通科高校でありながら、水産の授業が行われており、年間を通じて5種類の水産実習が行われている（カレイ燻製・タコ燻製・うに缶詰・スモークサーモン・さけちっぷ・サケ缶等）。
※ ただし、さけちっぷとサケ缶は隔年実施。なお、現在ウニ実習に関しては年間に２回予定されているが、2012年度はウニ漁と学校行事の日程があわず１回のみの実施となった。

### 一部科目履修制
- 2005年（平成17年）度より、地域の生涯学習センター的な役割を担う目的から一部科目履修制を取り入れており、地域住民が生徒とともに学んでいる。
- 2013年（平成25年）度は情報処理（2単位）が実施されている。なお、平成21年度までは生徒と同じ教室で授業を展開していたが、地域からの参加者が多くなったため、現在は一部科目履修者を分離した授業が行われている。（平成25年度参加者9名）

## 沿革
- 1954年（昭和29年）9月1日 - 北海道天売高等学校の設置の許可を受ける
- 1954年（昭和29年）10月1日 - 北海道天売高等学校開校校長として、羽幌高等学校長岩倉友八兼任、天売中学校に併置
- 1955年（昭和30年）4月1日 - 羽幌町・天売村町村合併により、羽幌町立北海道天売高等学校となる。
- 1956年（昭和31年）7月1日 - 北海道天売高等学校PTA発足
- 1960年（昭和35年）12月1日 - 水産実習室（燻製室）完成
- 1961年（昭和36年）9月1日 - 北海道天売高等学校教育振興会発足
- 1962年（昭和37年）12月3日 - 校歌制定
- 1963年（昭和38年）3月8日 - 独立校舎完成移転
- 1963年（昭和38年）6月1日 - 水産実習室（調理室）完成・燻製室移転完了
- 1964年（昭和39年）11月22日 - 開校10周年記念式典挙行
- 1968年（昭和43年）9月1日 - 校舎増築完成
- 1971年（昭和46年）12月12日 - 水産実習室兼共同作業所完成
- 1974年（昭和49年）11月1日 - 屋内体育館完成
- 1974年（昭和49年）11月22日 - 開校20周年・屋内体育館落成記念式典挙行
- 1976年（昭和51年）3月24日 - 留萌管内教育実践表彰受賞
- 1984年（昭和59年）8月26日 - 創立30周年記念式典挙行
- 1987年（昭和62年）2月25日 - 留萌管内教育実践表彰・教育実践論文（優秀賞）受賞
- 1991年（平成3年）2月26日 - 留萌管内教育実践論文（優秀賞）受賞
- 1994年（平成6年）9月4日 - 創立40周年記念式典挙行
- 1998年（平成10年）2月20日 - 留萌管内教育実践論文（水産クラブ）・教育実践成果論文(優秀賞)受賞
- 1998年（平成10年）3月6日 - 羽幌町優良青少年顕彰表彰（水産クラブ）
- 1999年（平成11年）4月20日 - 北海道野性生物基金より助成（ウミガラスの減少要因についての調査）
- 2000年（平成12年）1月12日 - インターネット導入
- 2002年（平成14年）2月26日 - 留萌管内教育課程実践成果論文（優秀賞）受賞
- 2002年（平成14年）4月1日 - 3年修業制度実施（3修進学コース・3修一般コース）
- 2004年（平成16年）8月28日 - 創立50周年記念式典挙行
- 2005年（平成17年）4月1日 - 一部科目履修制導入　二学期制導入
- 2006年（平成18年）11月9日 - 北海道高等学校水産クラブ研究発表大会にて優良賞受賞
- 2007年（平成19年）2月26日 - 羽幌町優良青少年顕彰表彰（水産クラブ）
- 2007年（平成19年）11月8日 - 北海道高等学校水産クラブ研究発表大会にて優良賞受賞
- 2008年（平成20年）3月3日 - 羽幌町優良青少年顕彰表彰（水産クラブ）
- 2008年（平成20年）11月5日 - 北海道高等学校水産クラブ研究発表大会にて努力賞受賞
- 2009年（平成21年）11月5日 - 北海道高等学校水産クラブ研究発表大会にて努力賞受賞
- 2010年（平成22年）11月5日 - 北海道高等学校水産クラブ研究発表大会にて努力賞受賞